# Mimonthophagus apicehirtus
Mimonthophagus apicehirtus là một loài bọ cánh cứng trong họ Bọ hung (Scarabaeidae).